# マルグリット・シャルパンティエ

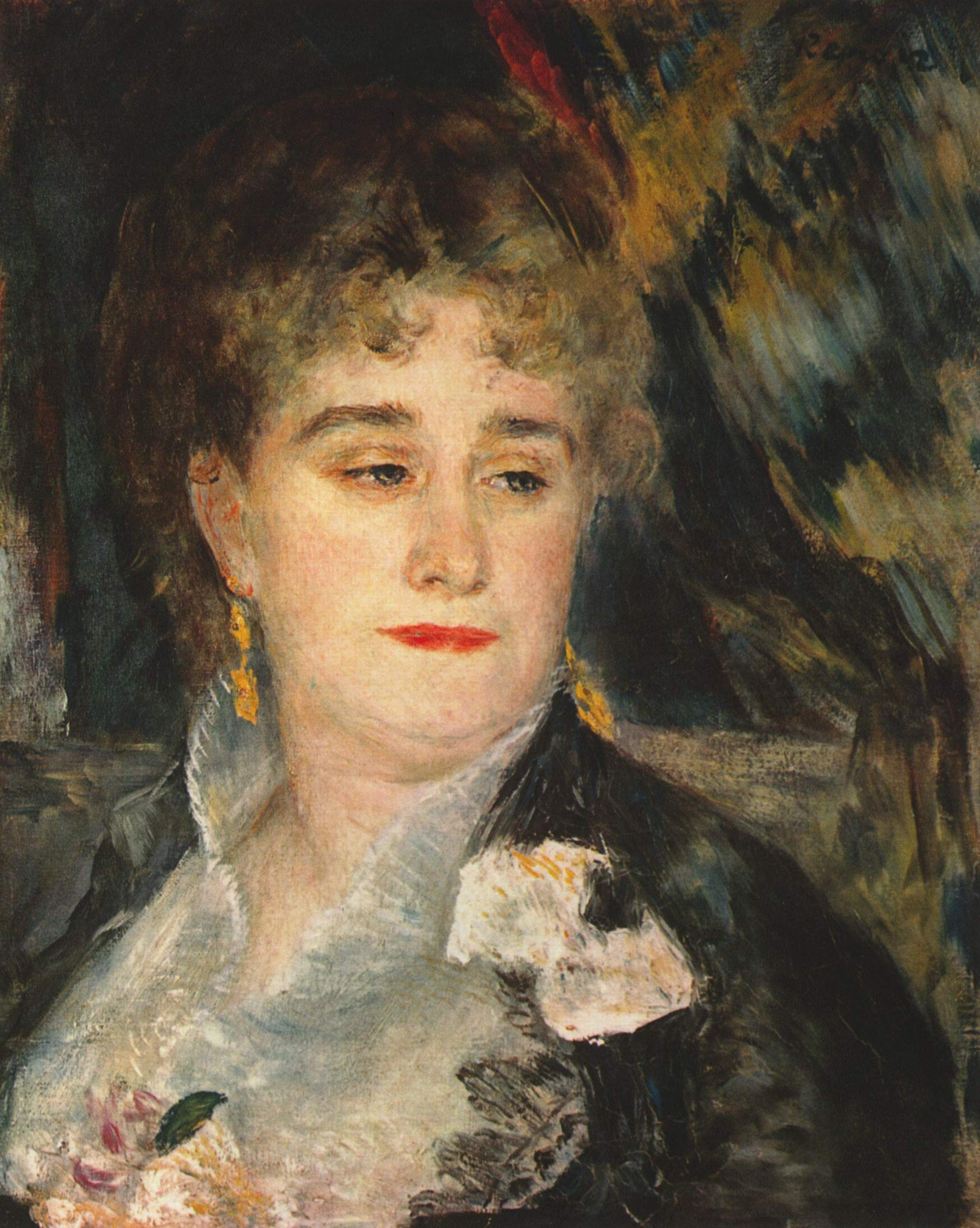
ルノワール『シャルパンティエ夫人』（1876年頃）

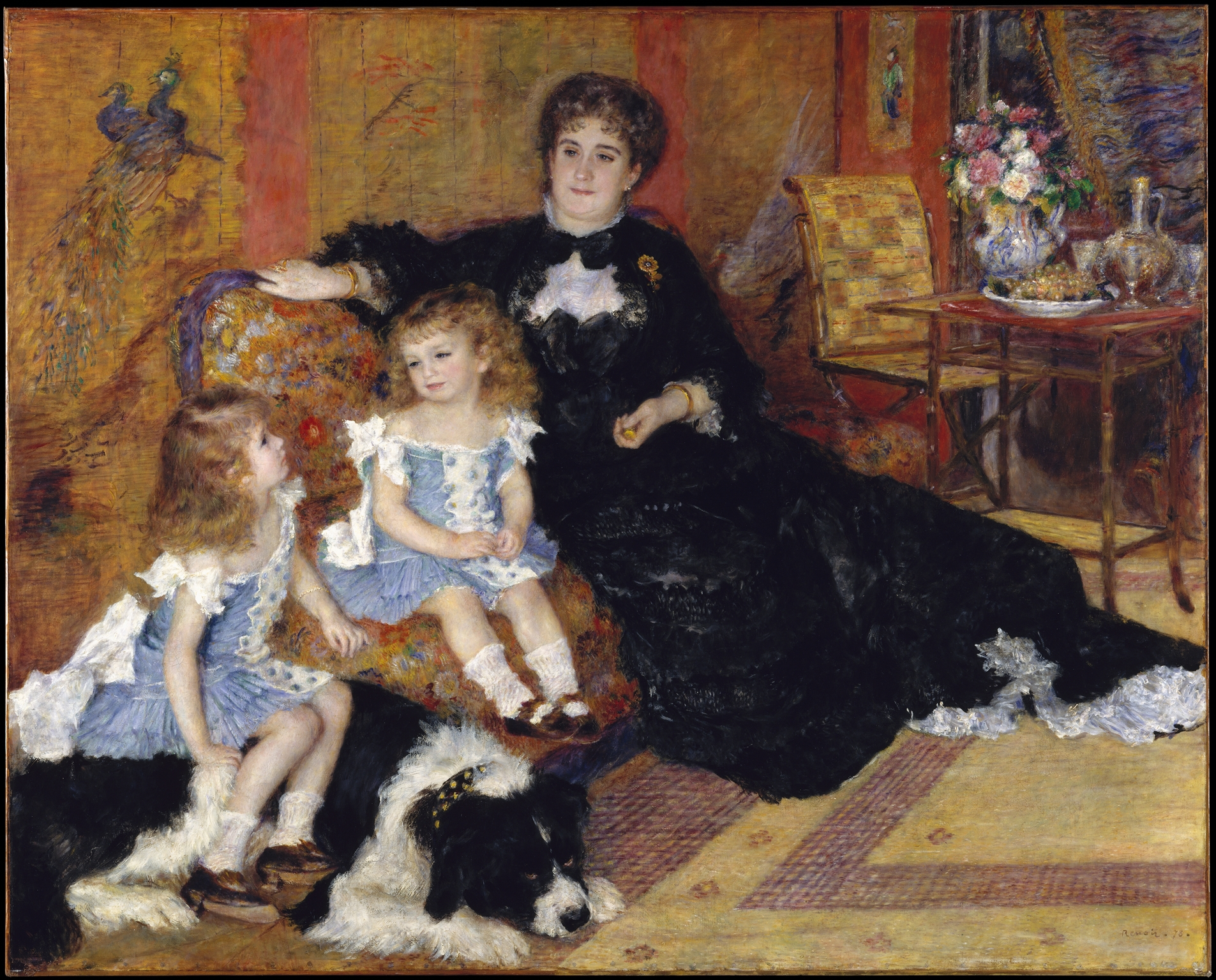
ルノワール『シャルパンティエ夫人とその子どもたち』（1878年）左からジョルジェット、ポール（女装している）、マルグリット

マルグリット・シャルパンティエ（Marguerite Charpentier、1848年3月1日 - 1904年11月30日）は、フランスのサロン主催者であり、美術収集家である。印象派の最初の支持者の一人であり、特にピエール＝オーギュスト・ルノワールを支援した。

## 生涯
パリで、宮廷装飾師アレクサンドル＝ガブリエル・ルモニエ(Alexandre-Gabriel Lemonnier)の娘として生まれた。出生時の名前はマルグリット＝ルイズ・ルモニエ(Marguerite-Louise Lemonnier)である。1871年に出版者のジョルジュ・シャルパンティエと結婚し、ジョルジェット、マルセル、ポール、ジャネットの4人の子供をもうけた。
1870年代中頃から1890年代初頭まで、シャルパンティエは毎週金曜日に自宅でサロンを開催し、作家、芸術家、音楽家、俳優、政治家などを招いた。その中には、夫が出版を担当していた作家であるギュスターヴ・フローベール、アルフォンス・ドーデ、ギ・ド・モーパッサン、テオドール・ド・バンヴィル、ジョリス＝カルル・ユイスマンス、エミール・ゾラなども含まれていた。招かれた芸術家も、カロリュス＝デュラン、ジャン＝ジャック・エンネルなどの伝統的な写実派から、エドゥアール・マネ、クロード・モネ、エドガー・ドガ、アルフレッド・シスレー、ギュスターヴ・カイユボット、ピエール＝オーギュスト・ルノワールなどの印象派まで、多岐に渡った。その他の訪問者には、美術批評家のテオドール・デュレ、美術収集家のシャルル・エフルッシ、作曲家のカミーユ・サン＝サーンス、ジュール・マスネ、女優のサラ・ベルナールなどがいた。
シャルパンティエ夫妻は、主にフランスの印象派を中心とする、小規模ながら美術史上重要な美術品コレクションを構築した。1875年、シャルパンティエは、ルノワールの印象主義の絵画3点を購入し、印象派画家の作品を購入した最初の美術品収集家の一人となった。ルノワールはシャルパンティエ家の家族の肖像画を多数製作し、一時期は自らシャルパンティエ家の「お抱え画家」と呼称していた。1878年に描いた『シャルパンティエ夫人とその子どもたち』は、翌1879年のサロン・ド・パリで高い評価を受け、マルセル・プルーストは『失われた時を求めて』の最終巻『見出された時』でこの作品とルノワールを称賛している。
1880年代初頭、夫ジョルジュの出版社の経営状況が悪化し、シャルパンティエ夫妻はコレクションの一部を手放した。
1890年1月20日、孫のマルセル・ジャン＝ジョルジュ・アベル・エルマンが生後28日で死亡した。シャルパンティエは、乳児の死亡率の低下を目指してポルシュフォンテーヌ保育園を設立した。
マルグリットは1904年11月30日に死去し、翌1905年11月には夫のジョルジュも死去した。この時点で生存していた娘2人は、夫妻が手元に残していたコレクションを競売にかけた。その一部は現在、オルセー美術館やメトロポリタン美術館などの主要な美術館に収蔵されている。

## シャルパンティエ・コレクションの主な作品
- セザンヌ Marion et Valabrègue partant pour le motif（1866年）[4]
- マネ 『キアサージ号とアラバマ号の海戦』（1864年）
- モネ 『解氷』（1880年）
- ルノワール Le Pêcheur à la ligne（1874年）
- ルノワール 『すわるジョルジェット・シャルパンティエ嬢』（1876年）
- ルノワール 『シャルパンティエ夫人とその子どもたち』（1878年）
- ルノワール 『シャルパンティエ夫人』（1876年頃）
- ルノワール 『ポール・シャルパンティエ』（1877年）
- ルノワール 『男の肖像（ムッシュ・シャルパンティエ）』（1878年）

## 情報源
このページはドイツ語版記事から一部翻訳されている。ドイツ語版の出典を以下に示す。
- Distel, Anne (1990). Impressionism : the first collectors. New York. ISBN 0-8109-3160-5. OCLC 20566765
- De Goncourt, Edmond. Journal des Goncourt, vol. 5 (1872–1877). Paris: Bibliothèque-Charpentier, 1891. (in French)
- Kostenevič, Alʹbert G. (1995) (ドイツ語). Aus der Eremitage verschollene Meisterwerke deutscher Privatsammlungen. München: Kindler. ISBN 978-3-463-40278-9. OCLC 231644871
- MacQuillan, Melissa (1986) (ドイツ語). Porträtmalerei der französischen Impressionisten. Rosenheim. ISBN 978-3-475-52508-7. OCLC 241826035
- Proust, Marcel (1927) (フランス語). Le Temps Retrouvé. Paris: Gallimard
- Robida, Michel. Le Salon Charpentier et les impressionistes. Paris: Bibliothèque des arts, 1958. (in French)